# Javier Orozco
Javier Orozco est un footballeur mexicain né le 16 novembre 1987 à Los Mochis. Il évolue au poste d'attaquant au Tiburones Rojos Veracruz. 

## Biographie
Javier Orozco commence sa carrière professionnelle au CD Cruz Azul. Avec ce club, il est finaliste de la Ligue des champions de la CONCACAF en 2009 et 2010.
En 2013, il quitte le CD Cruz Azul en étant transféré au Santos Laguna.
International mexicain, il participe à la Gold Cup 2013 avec l'équipe du Mexique.

## Carrière
- 2005-2013 : CD Cruz Azul ( Mexique)
- Depuis 2013 : Santos Laguna ( Mexique)[2]

## Palmarès
- Finaliste de la Ligue des champions de la CONCACAF en 2009 et 2010 avec le CD Cruz Azul